# Circondario dell'Emmental
Il circondario dell'Emmental (ufficialmente in tedesco Verwaltungskreis Emmental, circondario amministrativo dell'Emmental) è uno dei circondari in cui è suddiviso il Canton Berna, in Svizzera; si trova nella regione dell'Emmental-Alta Argovia.

## Storia
Il circondario amministrativo fu creato il 1º gennaio 2010, nell'ambito della riforma amministrativa del Canton Berna. È andato a sostituire i precedenti distretti di Burgdorf e Signau e parte di quelli di Fraubrunnen e Trachselwald.

## Suddivisione
Il circondario amministrativo è suddiviso in 39 comuni:
| Stemma                 | Nome                   |
| ---------------------- | ---------------------- |
| Aefligen               | Aefligen               |
| Affoltern im Emmental  | Affoltern im Emmental  |
| Alchenstorf            | Alchenstorf            |
| Bätterkinden           | Bätterkinden           |
| Burgdorf               | Burgdorf               |
| Dürrenroth             | Dürrenroth             |
| Eggiwil                | Eggiwil                |
| Ersigen                | Ersigen                |
| Hasle bei Burgdorf     | Hasle bei Burgdorf     |
| Heimiswil              | Heimiswil              |
| Hellsau                | Hellsau                |
| Hindelbank             | Hindelbank             |
| Höchstetten            | Höchstetten            |
| Kernenried             | Kernenried             |
| Kirchberg              | Kirchberg              |
| Koppigen               | Koppigen               |
| Krauchthal             | Krauchthal             |
| Langnau im Emmental    | Langnau im Emmental    |
| Lauperswil             | Lauperswil             |
| Lützelflüh             | Lützelflüh             |
| Lyssach                | Lyssach                |
| Oberburg               | Oberburg               |
| Röthenbach im Emmental | Röthenbach im Emmental |
| Rüderswil              | Rüderswil              |
| Rüdtligen-Alchenflüh   | Rüdtligen-Alchenflüh   |
| Rüegsau                | Rüegsau                |
| Rumendingen            | Rumendingen            |
| Rüti bei Lyssach       | Rüti bei Lyssach       |
| Schangnau              | Schangnau              |
| Signau                 | Signau                 |
| Sumiswald              | Sumiswald              |
| Trachselwald           | Trachselwald           |
| Trub                   | Trub                   |
| Trubschachen           | Trubschachen           |
| Utzenstorf             | Utzenstorf             |
| Wiler bei Utzenstorf   | Wiler bei Utzenstorf   |
| Willadingen            | Willadingen            |
| Wynigen                | Wynigen                |
| Zielebach              | Zielebach              |
| Totale (39)            |                        |

### Fusioni
- 2016: Ersigen, Niederösch, Oberösch → Ersigen
- 2021: Mötschwil, Hindelbank → Hindelbank